# Xavier Riddle and the Secret Museum
Xavier Riddle and the Secret Museum er en amerikansk-canadiske tv-serie produceret for tv-kanalen PBS Kids og TVOKids af Brad Meltzer, Chris Eliopoulos.